# Dimeria raizadae
Dimeria raizadae là một loài thực vật có hoa trong họ Hòa thảo. Loài này được V.J.Nair, Sreek. & N.C.Nair mô tả khoa học đầu tiên năm 1983.